# تئودور-ماکسیم گازان
تئودور-ماکسیم گازان (انگلیسی: Honoré Théodore Maxime Gazan de la Peyrière; ۲۹ october ۱۷۶۵ – ۹ آوریل ۱۸۴۵ (۷۹ ساله)) یک ژنرال فرانسوی بود که در جنگ‌های انقلاب فرانسه و جنگ‌های ناپلئونی جنگید.
گازان حرفه نظامی خود را به عنوان توپچی در گارد ساحلی فرانسه آغاز کرد. او بعداً به گارد سلطنتی منصوب شد و با آغاز انقلاب فرانسه در سال ۱۷۸۹، به گارد ملی فرانسه پیوست. پس از خدمت در دره راین علیا و هلند، در سال ۱۷۹۹ به آندره ماسنا در سوئیس پیوست و در نبردهای وینترتور و اول زوریخ، نافلس و شواندن جنگید. در اوت ۱۸۰۵، گازان فرماندهی لشکری از ارتش را بر عهده داشت که اتریشی‌ها را در اولم محاصره کرد. در ۱۱ نوامبر، تحت فرماندهی جوزف مورتیه، لشکر او در پیشروی به سمت وین، گارد پیشرو را تشکیل داد. مورتیه خط پیشروی خود را بیش از حد گسترش داد و لشکر گازان توسط ارتش ائتلاف کوتوزوف محاصره شد. گازان ۴۰ درصد از نیروی خود را در نبرد دورنشتاین از دست داد.  پس از شکست پروس در نبرد ینا-اورشتات، او به همراه ژان لان به شبه جزیره ایبری منتقل شد. در آنجا در تصرف ساراگوسا توسط فرانسه و در چندین عملیات مهم جنگ طولانی شبه جزیره، از جمله نبرد آلبوئرا و نبرد ویتوریا، شرکت کرد.
در طول صد روز، گازان سرانجام به آرمان ناپلئون پیوست، اگرچه فرماندهی میدانی نداشت. در سال ۱۸۱۵، او در دادگاه میشل نی به جرم خیانت قضاوت کرد اما از صدور حکم خودداری کرد. او در دهه ۱۸۲۰ به طور خلاصه و ناموفق در سیاست فعالیت کرد. در سال ۱۸۳۰، به مقام اشرافی فرانسه ارتقا یافت و فرماندهی لشکری را در مارسی بر عهده گرفت، اما در آن زمان پیرمردی بود و در سال ۱۸۳۲ بازنشسته شد. او در سال ۱۸۴۵ درگذشت.